# Фишер, Иван
И́ван Фи́шер (венг. Fischer Iván; род. 20 января 1951, Будапешт) — венгерский дирижёр.

## Биография
Родился в Будапеште в еврейской семье; его брат Адам также стал дирижёром. Изучал дирижирование в Венской консерватории у Ханса Сваровски, аутентичное исполнительство под руководством Николауса Арнонкура (был его ассистентом в зальцбургском «Моцартеуме»).
С 1976 года работал в Великобритании в качестве приглашённого дирижёра в Лондонском симфоническом оркестре и Симфоническом оркестре Би-Би-Си. В 1979—1982 годах вместе с Тамашом Вашари руководил британским камерным оркестром «Северная симфония».
В 1983 году вернулся в Будапешт, где вместе с Золтаном Кочишем создал Будапештский фестивальный оркестр, которым руководит поныне (до 1997 года — совместно с Кочишем).
В качестве приглашённого дирижёра Фишер неоднократно выступал с различными оркестрами в США (в этом качестве дебютировал в 1983 г. с Филармоническим оркестром Лос-Анджелеса). В 2008-10 гг. — главный дирижёр Национального симфонического оркестра (Вашингтон). С 2012 г. Фишер — музыкальный руководитель и главный дирижёр Оркестра Концертхауса в Берлине.
Также выступал как оперный дирижёр и постановщик. В 1984-89 — музыкальный руководитель Кентской оперы (Великобритания), в 2000—2003 музыкальный руководитель Лионской оперы. В 2006 дебютировал на Глайндборнском международном оперном фестивале (дирижировал постановкой «Так поступают все» В. А. Моцарта).
Среди лучших записей Ивана Фишера — «Чудесный мандарин» (музыка балета) и Концерт для оркестра Белы Бартока, симфония «Фауст» Ференца Листа, симфонии Густава Малера (все — с Будапештским фестивальным оркестром).